# KamAZ-43253
Der KamAZ-43253 (russisch КамАЗ-43253) ist ein Lastwagen aus der Produktion des KAMAZ-Werks in Nabereschnyje Tschelny. Das Fahrzeug wird mindestens seit 2001 in Serie gebaut und ist oberhalb des KamAZ-4308 angesiedelt. Mit dem KamAZ-43255 wird auch eine Variante des Lastwagens als Kipper angeboten.

## Fahrzeugbeschreibung

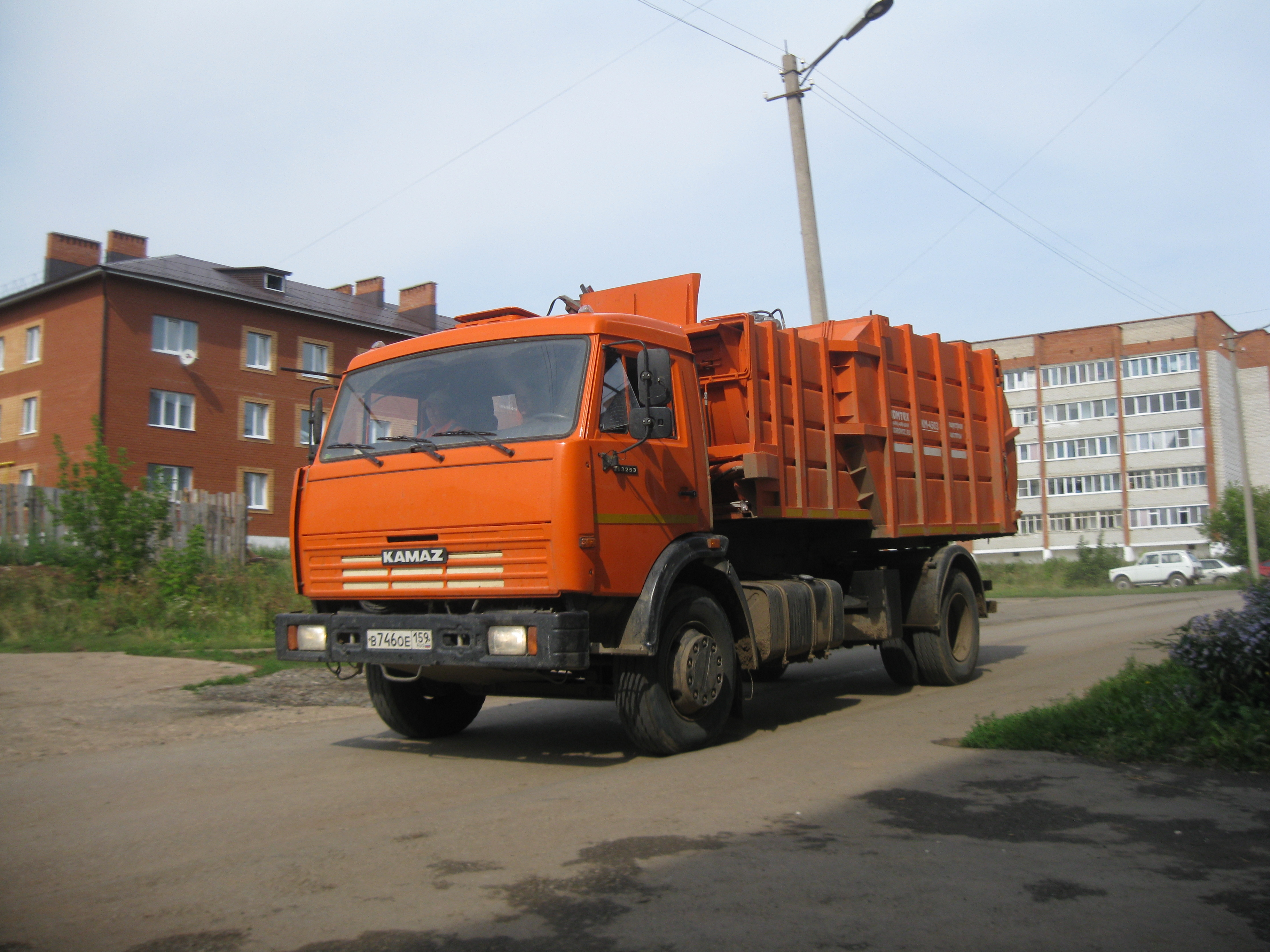
KamAZ-43253 mit Aufbau als Müllwagen (2013)

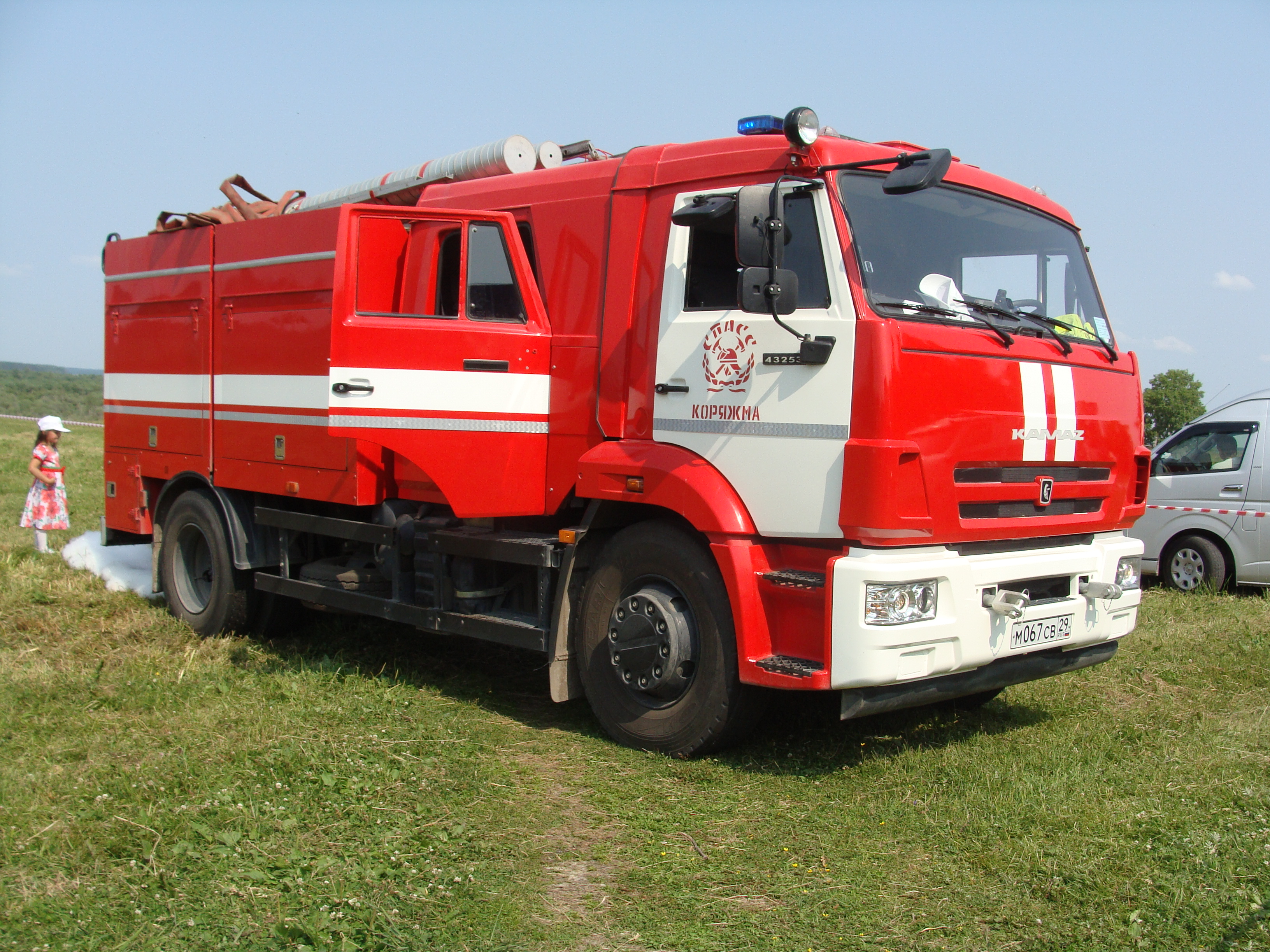
Feuerwehrfahrzeug auf Basis des KamAZ-43253 (2016)

Wann genau die Serienproduktion begann ist unklar. Mindestens seit 2001 wird der Lastwagen jedoch vom Hersteller bereits angeboten. Neben der Ausführung als Pritschenwagen dient der Lkw auch als Unterbau für einige andere Maschinen. Dazu zählen ein Mobilkran, Tankwagen, Müllwagen und auch Feuerwehrfahrzeuge.
Vom Hersteller wird der Lkw mit der gleichen Technik ausgestattet wie der leichtere KamAZ-4308. Der Sechszylinder-Dieselmotor stammt von Cummins Engine und leistet 242 PS (178 kW). Alternativ wird eine Version mit nur 185 PS angeboten, ebenfalls mit Motor von Cummins. In früheren Fahrzeugen wurden auch Motoren vom gleichen Hersteller verbaut, die 210 PS (154 kW) leisten, sowie Motoren aus eigener Produktion mit 240 PS (176 kW). Als Getriebe dient ein Modell vom deutschen Zulieferer ZF Friedrichshafen. Es hat sechs Gänge und wird von Hand geschaltet.
Das Fahrzeug ist für den Nahverkehr konzipiert und verfügt entsprechend über keine Schlafgelegenheit für den Fahrer.

## Technische Daten
Die hier aufgeführten Daten gelten für Fahrzeuge vom Typ KamAZ-43253, wie sie der Hersteller Mitte 2016 mit der höchsten Motorisierung anbietet. Über die Bauzeit hinweg und aufgrund verschiedener Modifikationen an den Fahrzeugen können einzelne Werte leicht schwanken.
- Motor: Viertakt-R6-Dieselmotor
- Motortyp: Cummins ISB6.7e4 245
- Leistung: 242 PS (178 kW)
- maximales Drehmoment: 925 Nm
- Hubraum: 6,7 l
- Abgasnorm: EURO 4
- Tankinhalt: 350 l
- Getriebe: manuelles Sechsgang-Schaltgetriebe
- Getriebetyp: ZF 6S1000 von ZF Friedrichshafen
- Höchstgeschwindigkeit: 90 km/h
- Antriebsformel: 4×2
- Bordspannung: 24 V
- Lichtmaschine: 28 V, 2000 W
- Batterie: 2 × 190 Ah, 12 V, in Reihe verschaltet

Abmessungen und Gewichte
- Länge: 7505 mm
- Breite: 2550 mm
- Höhe: maximal 3320 mm
- Radstand: 4200 mm
- Innenabmessungen der Ladefläche (L × B × H): 5162 mm × 2470 mm × 730 mm
- Wendekreis: 20 m
- Leergewicht: 7015 kg
- Zuladung: 7250 kg
- zulässiges Gesamtgewicht: 14.590 kg
- maximale Achslast vorne: 5145 kg
- maximale Achslast hinten: 9445 kg
- maximal befahrbare Steigung: 25 %